# Французская Википедия
Францу́зская Википе́дия (фр. Wikipédia en français) — раздел Википедии на французском языке.
Французская Википедия открыта в марте 2001 года. Это пятый по количеству статей языковой раздел Википедии (после английской, себуанской, шведской, немецкой). 28 мая 2007 года их количество превысило полмиллиона, а 21 сентября 2010 года раздел преодолел отметку в 1 000 000 статей, в 2018 году — 2 000 000. Раздел является третьим по общему числу правок и числу правок в день.
Помимо Франции и её заморских территорий в Тихом, Атлантическом и Индийском океанах и Французской Гвианы, значительное количество участников проживают в таких традиционно франкоговорящих странах как Канада, Бельгия, Швейцария, Марокко, а также в нескольких бывших французских колониях в Африке.

## История
2001
- 19 мая: первая известная статья[1][2]. Была посвящена физику Полю Эру.
- 6 июня: первая известная главная страница, созданная участниками Valéry Beaud и Buzz.

2002
- июнь: пользователь Rinaldum без предварительных обсуждений с другими создал новый логотип — зелёного цвета; он значительно отличался от логотипов в других версиях. Самовольность такого поступка была подвергнута критике, однако логотип оставили.
- август: первые администраторы: Anthere, Aoineko и Shaihulud назначены после разногласий с пользователем Mulot. Заблокирован первый IP.
- декабрь: зафиксирован большой рост активности. Это, как можно предположить, был серийный ботовандализм и последующие откаты. После такого нового вида вандализма было изменено ПО для обеспечения возможности быстрых откатов (кнопка быстрых откатов доступна только администраторам)[источник не указан 848 дней].

2003

Страны, где французская Википедия пользуется наибольшей популярностью.

Логотип после написания двухмиллионной статьи

- январь: значительное уменьшение активности, в основном из-за замедления серверов, что ограничило доступ для участников.
- 6 февраля: цветовой «Путч» на главной странице: До → После. Новый дизайн, автором которого был Aoineko, затем использован и другими языковыми разделами Википедии (включая польскую и английскую).
- 7 февраля: 5000 статей.
- 19 февраля: 6000 статей.
- 7 марта: 7000 статей.
- 27 марта: 8000 статей.
- 13 апреля: французский раздел обгоняет по количеству статей польский и становится третьим крупнейшим разделом, после английского и немецкого, и содержит на тот момент 9051 статью.
- 15 мая: 10 000 статей.
- 18 мая: 100 000 просмотров главной страницы со времени внедрения статистики.
- середина июля: изменён механизм подсчёта статей. Согласно ему во французском разделе теперь 13 789 статей.
- 5 августа: 15 000 статей; более 20 000 изменений было зафиксировано после внедрения версии программного обеспечения phase III.
- 20 августа: отмена некоторых функций с целью повышения производительности.
- октябрь: новый логотип.
- 3—11 ноября: Papotages — первый пользователь, заблокированный бессрочно за злостный и частый вандализм.
- 17 ноября: статья Lorraine стала первой статьёй недели. 38 участников приняли участие в её редактировании.
- 22 ноября: 20 000 статей.

2004
- 14 марта: 30 000 статей.
- конец марта: переход на кодировку UTF-8.
- 16 июня: 40 000 статей.
- 29 августа: 50 000 статья Nèfle.
- 2 ноября: 60 000 статья Lord Yarborough.
- 22 декабря: 70 000 статья Borée.

2005
- 6 февраля: 80 000 статей.
- 14 марта: 90 000 статей.
- 21 апреля: 100 000 статья Pierre Séguier.
- июнь: открыта первая Графическая мастерская (фр. Atelier graphique) для улучшения имеющихся изображений.
- 4 декабря: 200 000 статья George Corliss.

2006

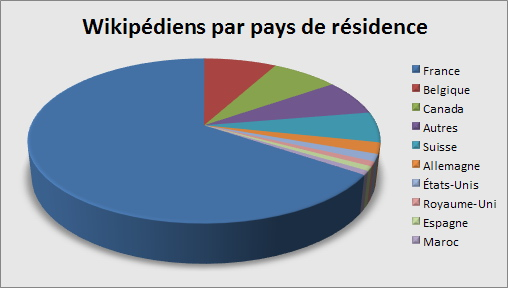
Участники французской википедии по странам в августе 2006 года

- 10 июня: 300 000 статья Gouvernement fédéral (Allemagne).
- 24 ноября: 400 000 статья Neuropathie.

2007
- 2 мая: во время дебатов кандидатов в президенты статья о Европейских реакторах (Réacteur pressurisé européen) подвергалась многочисленным правкам после ошибки Николя Саркози о номере поколения (4 вместо 3)[3].
- 28 мая: 500 000 статья Aitken (cratère).
- 28 декабря: 600 000 статья Python birman. Первый автор статьи является и автором 250 000-й статьи[4].

2008
- 20 февраля: популярная французская энциклопедия Quid[англ.] отменяет своё издание 2008 года и утверждает, что падение продаж вызвано конкуренцией с французской Википедией[5][6].
- 30 августа: 700 000 статей.

2009
- 6 мая: 800 000 статей.

| Процент читателей из стран                                                                                         | Процент читателей из стран | Процент читателей из стран | Процент читателей из стран | Процент читателей из стран |
| Страна |                            |                            | % от просмотров            |                            |
| --- | -------------------------- | -------------------------- | -------------------------- | -------------------------- |
| Франция |                            |                            | 70.1 %                     |                            |
| Канада |                            |                            | 6.5 %                      |                            |
| Бельгия |                            |                            | 5.7 %                      |                            |
| Швейцария |                            |                            | 3.0 %                      |                            |
| Марокко |                            |                            | 2.4 %                      |                            |
| Алжир |                            |                            | 2.0 %                      |                            |
| Тунис |                            |                            | 1.4 %                      |                            |
| США |                            |                            | 0.9 %                      |                            |
| Германия |                            |                            | 0.7 %                      |                            |
| Великобритания |                            |                            | 0.5 %                      |                            |
| Реюньон |                            |                            | 0.5 %                      |                            |
| Испания |                            |                            | 0.5 %                      |                            |
| Другие |                            |                            | 5.0 %                      |                            |
| По данным анализа 0,1 % просмотров страниц, совершенных в период с 1 марта 2012 года по 28 февраля 2013 — Источник |                            |                            |                            |                            |

2010
- 14 января: 900 000 статей.
- 23 сентября написана миллионная статья. Она посвящена католическому миссионеру и исследователю Луи Бабелю[7].

2012
- 15 января: 1 200 000 статей.
- 28 сентября: 1 300 000 статей.

2013
- март — количество правок превысило 90 000 000.
- 30 марта в результате крупной ботозаливки нидерландский раздел обогнал по количеству статей французский. Французский раздел почти через десять лет, без пятнадцати дней, снова возвращается на четвёртое место.
- 4 апреля — под давлением спецслужб Франции из раздела удалена статья Военная радиостанция Пьер-сюр-От[8]. Позднее статья была восстановлена[9][10][11], инцидент получил огласку в СМИ.
- 25 июня — 1 400 000 статей.
- 12 августа — в ходе летнего сезона ботозаливки шведская Википедия оттеснила французскую на 5 место по числу статей.
- 13 декабря — 100 000 000 правок.

2014
- 28 апреля — 1 500 000 статей.

2015
- 15 марта — 1 600 000 статей.
- 20 марта — глубина раздела превысила число 200.

2016
- 1 января — в ходе ботозаливок себуанская Википедия обогнала французскую и сдвинула её на 6 место.

2017
- 22 августа — 1 900 000 статей.
- 23 сентября французская Википедия обходит нидерландскую и становится пятой по числу статей.

2018
- 8 июля — 2 000 000 статей.

2022
- 3 марта — 2 500 000 статей.

## Статистика
По состоянию на 16 июля 2025 года французский раздел Википедии содержит 2 696 758 статей. Зарегистрировано 5 240 608 участников, из них 32 848 совершили какое-либо действие за последние 30 дней, а 142 участника имеют статус администратора. Общее число правок составило 226 851 893.
Занимает 4 место по количеству статей среди всех разделов.

## Скандал
В июле 2011 года представители компании Hi-Media анонимно и систематически убирали из статьи про микроплатежи информацию о компании-конкуренте Rentabiliweb, вторая в итоге подала в суд на Hi-Media. В результате компанию Hi-Media обвинили в недобросовестной конкуренции и обязали выплатить конкуренту 25 000 евро.